# Liekorivier
De Liekorivier  (Zweeds: Liekojoki) is een rivier die stroomt in de Zweedse  gemeente Kiruna. De rivier is een van de bronrivieren van de Äijärivier. Vlak nadat de Aijärivier het meer Äijälompolo uitstroomt voegt de Liekorivier zich bij haar moederrivier.
Afwatering: Liekorivier → Äijärivier → Torne → Botnische Golf